# Costacciaro
Costacciaro és un comune (municipi) de la província de Perusa, a la regió italiana d'Úmbria, situat uns 40 km al nord-est de Perusa. L'1 de gener de 2018 tenia 1.172 habitants.
Conté les frazioni de Costa San Savino i Villa Col dei Canali.
Costacciaro limita amb els municipis de Fabriano, Gubbio, Sassoferrato, Scheggia e Pascelupo i Sigillo.
És un burg medieval que, després del domini de Perusa i Gubbio, va passar a formar part dels Estats Pontificis al segle xv. La ciutat va ser fundada cap a l'any 1250 per la comuna de Gubbio com a bastió contra la propera fortalesa de Sigillo, mantinguda per la comuna de Perusa.